# تروسکویچه
تروسکویچه (به لاتین: Truskovice) یک سکونتگاه مسکونی در جمهوری چک است که در Strakonice District واقع شده‌است.

## خصوصیات
تروسکویچه ۶٫۲۲ کیلومترمربع مساحت و ۱۸۷ نفر جمعیت دارد و ۴۹۸ متر بالاتر از سطح دریا واقع شده‌است.